# Višnjice
Višnjice (en serbe cyrillique : Вишњице) est un village de Serbie situé dans la municipalité de Sjenica, district de Zlatibor. Au recensement de 2011, il comptait 34 habitants.

## Démographie
| 1948 | 1953 | 1961 | 1971 | 1981 | 1991 | 2002 | 2011 |
| ---- | ---- | ---- | ---- | ---- | ---- | ---- | ---- |
| 153  | 176  | 163  | 135  | 107  | 56   | 41   | 34   |

|  |